# Fortín Lugones
Fortín Cabo 1° Lugones es una localidad del departamento Patiño, en la provincia de Formosa, Argentina. Está ubicada entre los cauces fluviales "Río del Norte" y "Riacho Lagadik", es atravesada en su extremo sur por un paleo-cause llamado "El Madrejón".
También se encuentra cerca del río Pilcomayo y del límite con Paraguay, Se accede por la RN 86 km 1.571. Esta próxima a unos 240 km al oeste de la ciudad de Formosa, y se encuentra a una altura media de 300-395 metros sobre el nivel del mar.

## Población
Cuenta con 1,351 habitantes (Indec, 2010), lo que representa un incremento del 35,1% frente a los 1,000 habitantes (Indec, 2001) del censo anterior.
| Gráfica de evolución demográfica de Fortín Lugones entre 1991 y 2010 |
|                                                                      |
| Fuente: Censos nacionales del INDEC                                  |

## Historia
Se encontraba dentro de lo que fuera la última “Zona Militar” del país –escenario de actuación del heroico “Regimiento de Gendarmería de Línea”- y donde el Gobierno Nacional diera por finalizada la “Conquista del Desierto Norte” el 31 de diciembre de 1917.
Dentro de esta “Zona Militar” se situaban también otros numerosos fortines, muchos de los cuales se constituyeron en embriones de pequeñas localidades. Una de ellas, fundada el 10 de octubre de 1915 fue Fortín Cabo 1.º Lugones, nombre en homenaje al suboficial "Cabo 1º Angel Lugones" , caído en cumplimiento del deber en un encuentro bélico con indígenas de la zona.
Fortín Lugones (como se lo conoce coloquialmente) comenzó con pequeñas casas, las cuales se situaban alrededor de una precaria pista de aterrizaje constituida por tierra, de unos 1.500 metros de largo y 50 de ancho.
La primera y mayor cantina del pueblo, y vastos alrededores, fue el comercio llamado "CASA CASTRO HERMANOS" de don Lázaro Castro y don Isidro Castro, próxima a la Sección de Gendarmería Nacional que constaba de varios cuerpos: la casa del jefe, el casino de oficiales, la guardia de prevención,y un par de oficinas.
Su primera institución educacional fue la Escuela Nacional N.º 83, construida con “materiales de la zona” al igual que el resto de la edificaciones como la Comisaría y la estafeta postal.
Actualmente cuenta con establecimientos educativos de primaria, secundaria y adultos, un polideportivo municipal, Hospital, Amplia Avenida arbolada, plaza pública, camping y destacamento policial.

## Turismo

### Eventos culturales
Cuenta con importantes eventos culturales a nivel provincial y regional, entre los eventos que se realizan figuran:
- La Fiesta Provincial del Río del Norte: Se realiza los 9 de julio y cuenta con importantes actuaciones de artistas Folklóricos de gran fama en la argentina. Además se realizan muestras artesansales, comerciales, artesanía pilaga, gastronomía con platos típicos de la zona como el cabrito a la parrilla las empanadas de charque y la empanadilla.
- El día de la Patrona de la ciudad "Nuestra Sra. de Luján": Es una celebración de carácter local, se realiza los 8 de mayo, ocasión en la cual el visitante puede disfrutar de comer platos típicos como el Asado, Locro, Empanadas. y posteriormente disfrutar de las "Carreras de sortija", una actividad en la cual un hombre montado en su caballo, pasa a toda velocidad intentando hacer cruzar una paja u otro elemento a través de una sortija, de allí su nombre. Posteriormente al atardecer se realiza la procesión con la Virgen acompañada con antorchas artesanales.
- EL Día del Estudiante: Se realiza a modo de celebrar el día de los estudiantes y el inicio de la primavera, los días 21 de septiembre, consta de actividades culturales y sociales, que se realizan luego de un almuerzo en el camping, actividades de las cuales destacan los torneos femeninos y masculinos tanto de voleibol y fútbol. A la noche se cuenta con shows en vivo de bandas musicales y la venta de alimentos típicos.

### Naturaleza
En lo que respecta a su naturaleza está conformado por esteros, riachos y bosques que se caracteriza por presentar una enorme variedad de aves que contrasta con los pocos, pero impresionantes mamíferos autóctonos. Aves como los Loros habladores,  Patos siriri, Cotorras, Correcaminos,  Garcetas, etc. junto con reptiles como Tortugas terrestres, Iguanas,  Cocodrillos y mamíferos como el pecarí,  el oso melero,  el oso Hormiguero y el extraño y sumiso tapir,  son solo algunos ejemplos de su Fauna, que brinda al visitante un valioso espectáculo, junto con sus bosques que están compuestos de quebrachos colorados y blancos entre las más conocidas y una variedad de otras especies como el chañar, el vinal y las palmas.

### Gastronomía
La gastronomía del lugar es muy variada, con platos tradicionales como la Empanada de charke (carne seca),  la Sopa Paraguaya ( Una tarta hecha con harina de mandioca )  el Cabrito asado, y postres tradicionales como la Pastafrola,  Dulces de mamón, Zapallo, Pastelitos de hojaldre y Empanadillas.
A todo esto se suman "chupines",  "fritos" y empanadas de Cocodrilo ideales para acompañar con Aloja (una bebida alcohólica hecha con frutos de Chañar)
Se suma también la degustación de Frutos exóticos como La tuna, la Pitaya, Guayaba, Chañar, Lichi,  Pomelo.

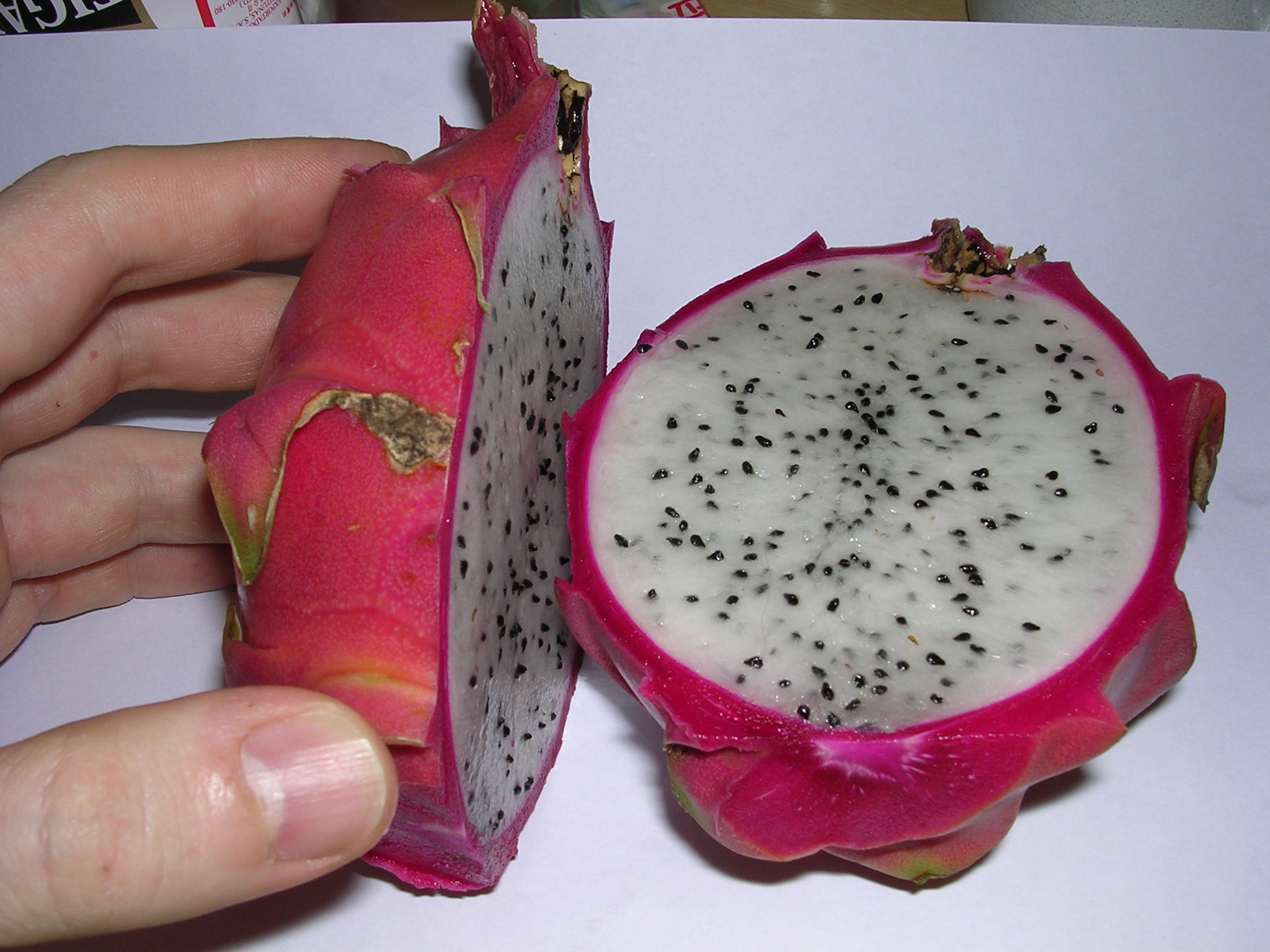
Pitaya